# Psykrotrof

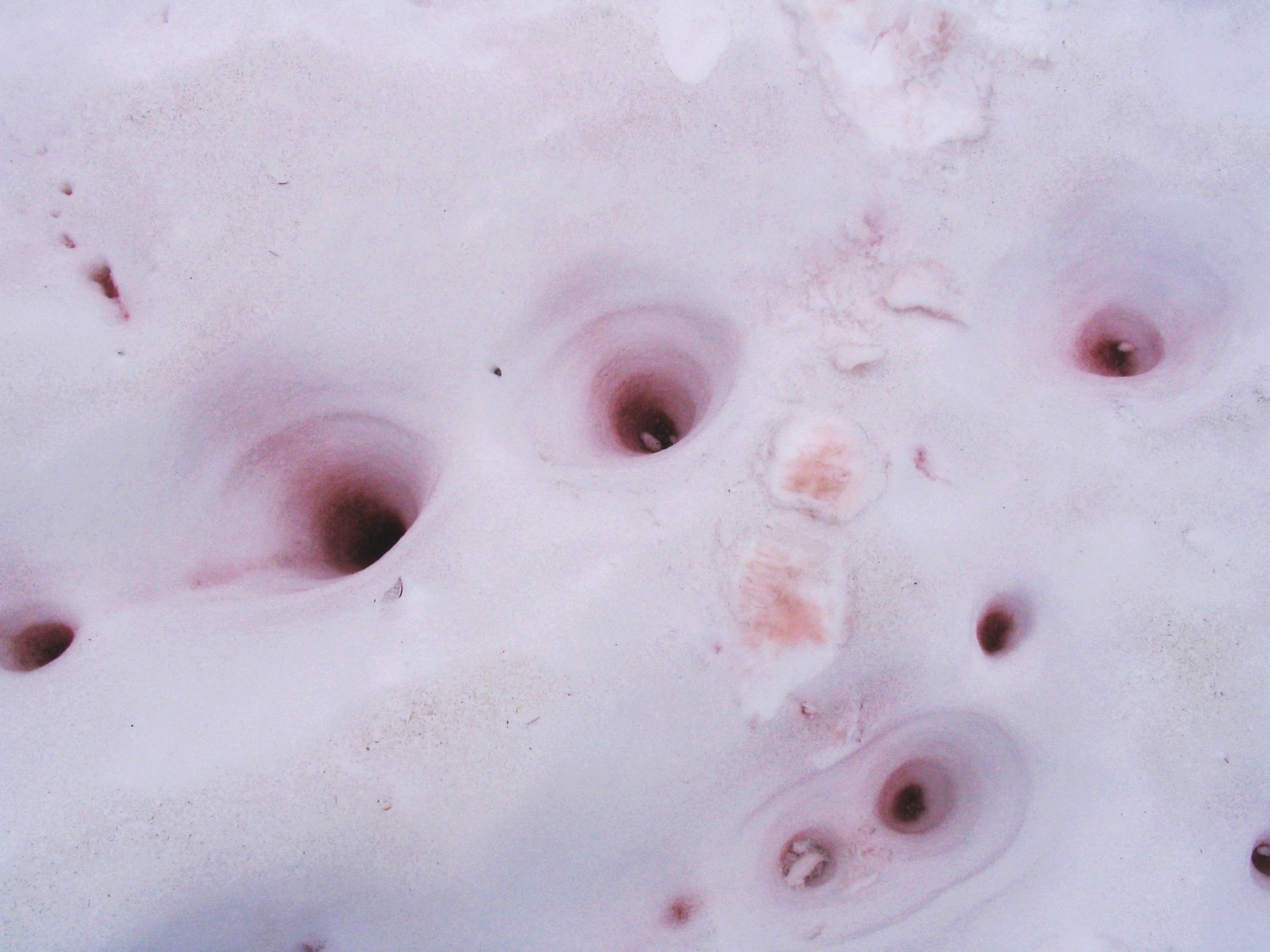
Rödfärgad snö som orsakats av psykotrofa alger.

Psykrotrofa kallas organismer, framför allt mikroorganismer, som är köldtoleranta och kan tillväxa i temperaturer ner till 0 grader Celsius. Psykrotrofa bakterier är en riskfaktor i livsmedelshantering då det kan påverka och göra maten skämd i förtid.